# Шиитская мечеть (Владикавказ)
Шиитская мечеть (другой вариант наименования — Персидская мечеть) — памятник архитектуры во Владикавказе, Северная Осетия. Выявленный объект культурного наследия России. Находится в Иристонском районе на улице Кирова на берегу Терека.

## История
В конце 1860-х годов во Владикавказ стали приезжать торговцы и переселенцы из Персии и азербайджанцы из Тифлисской губернии, которые открывали в городе различные торговые предприятия. Они торговали на Александровском проспекте колониальными товарами, на городском рынке продавались персидские ковры, фрукты и восточные сладости. На Грозненской улице в доме № 6 находился Персидский магазин. Персы также были водовозами и работали строителями. В отличие от местных мусульман, персы были шиитами и для их религиозных нужд в 1870-х годах была построена мечеть на берегу Терека. Архитектор здания неизвестен. Первоначально мулла для мечети назначался персидским консулом. После возникновения споров между персами и азербайджанцами с 1901 года муллу стали назначать городские власти.
К концу 1880-х годов численность персов во Владикавказе значительно увеличилась, в связи с чем в городе на улице Евдокимовской открылось Персидское посольство. По состоянию на 1905 году во Владикавказе проживало 1600 персов. В 1911 году в городе было основано Владикавказское персидское общество. В посольстве действовала персидская школа, которая с 1914 года располагалась в доме № 15 по Церковной улице.
После Октябрьской революции персы в своём большинстве возвратились на родину и здание мечети было национализировано. Минареты были разрушены. С вершины купола был убран шток с полумесяцем. Долгие годы здание было бесхозным. В 1963 году здание было отремонтировано и в нём стал располагаться планетарий, который был закрыт в 1992 году.
В 1994 году азербайджанское культурное общество «Азери» подало прошение городским властям о передачи здания для религиозных нужд местных шиитов. Муфтий Северной Осетии Хаджимурат Гацалов предлагал открыть в здании исламский культурный центр, однако городские власти откладывали решение о судьбе мечети до декабря 2015 года, когда было решено вновь открыть в здании планетарий.